# Nenzlingen
Nenzlingen is een gemeente en plaats in het Zwitserse kanton Basel-Landschaft, en maakt deel uit van het district Laufen.
Nenzlingen telt 421 inwoners.